# Epichó
Epichó är en ort i Cypern.   Den ligger i distriktet Eparchía Lefkosías, i den nordöstra delen av landet, 15 km öster om huvudstaden Nicosia. Epichó ligger 99 meter över havet och antalet invånare är 929. Den ligger på ön Cypern.
Terrängen runt Epichó är platt söderut, men norrut är den kuperad. Trakten runt Epichó är ganska glesbefolkad, med 25 invånare per kvadratkilometer. Närmaste större samhälle är Nicosia, 14,7 km väster om Epichó. Trakten runt Epichó består till största delen av jordbruksmark.
Medelhavsklimat råder i trakten. Årsmedeltemperaturen i trakten är 23 °C. Den varmaste månaden är augusti, då medeltemperaturen är 35 °C, och den kallaste är januari, med 9 °C. Genomsnittlig årsnederbörd är 450 millimeter. Den regnigaste månaden är december, med i genomsnitt 99 mm nederbörd, och den torraste är augusti, med 1 mm nederbörd.